# 昭通
株式会社昭通（しょうつう、SHOTSU INC.）は日本の広告代理店。小学館、集英社を中心とする「一ツ橋グループ」の総合広告会社。1952年12月創立。